# Карадах (вождь)
Карадах (Карадак, Карадач, Каридахос; англ. Karadach, Karidachos) — предводитель акациров, кочевого племени во времена правления Аттилы. Скончался около 450 года. Был вынужден стать вассалом короля гуннов, однако искал поддержки в Византии, как потенциального союзника в борьбе против гуннов, но безрезультатно. Его преемником стал сын Аттилы Денгизих. Упоминается также в сочинениях византийского дипломата Приска.